# Personaggi di Animaniacs
Il cast della serie Animaniacs è composto da un ampio numero di personaggi principali e secondari, alcuni dei quali appaiono raramente e soltanto in brevi sketch specifici, mentre altri guadagnarono sempre più popolarità fino ad apparire in spin-off a loro dedicati. Capita spesso che alcuni personaggi facciano dei cameo all'interno di segmenti di altri personaggi. Nella prima stagione del reboot il cast principale si è notevolmente ristretto, mantenendo i fratelli Warner e alcuni loro personaggi e Mignolo e Prof.

## Yakko, Wakko e Dot
Sono i protagonisti della serie. Come raccontato nella sigla, i tre fratelli vennero creati (nello show di fantasia) nel 1930 da un animatore degli studi Warner. In seguito alle loro bravate e alla loro irrequietezza, vennero rinchiusi nella torre del serbatoio idrico degli studi Warner di Burbank, dove vivono tuttora, mentre i loro (inesistenti) cortometraggi vennero riposti in una cassaforte per non essere più ritrovati in quanto considerati troppo surreali per chiunque. I tre rimasero per decenni lontano da tutti fino al giorno della loro evasione. Non rappresentano alcun animale in particolare, il loro aspetto è un omaggio allo stile di disegno di alcuni personaggi degli anni trenta (periodo in cui in teoria sarebbero stati creati) dalle fattezze ambigue, sospese tra uomo, bambino e animale.
- Yakko Warner – È un loquace e spiritoso sapientone che di solito funge da leader del trio. Ha 14 anni. È ossessionato dalle ragazze ed è solito dire "Buonanotte bimbi!" dopo una battuta che solo gli spettatori adulti possono capire. Yakko indossa pantaloni marrone chiaro con una cintura nera. È doppiato in inglese da Rob Paulsen e in italiano da Massimiliano Alto.
- Wakko Warner – Ha un grande appetito e una "borsa delle gag" piena di trucchi, e nella versione originale viene caratterizzato con un accento di Liverpool. Ha 11 anni. Sembra anche essere il meno intelligente o il più folle, benché Yakko affermi nel segmento "Signorine sondaggio" che si tratta della "sindrome del figlio di mezzo". Wakko indossa un berretto da baseball rosso all'indietro e un dolcevita azzurro. È doppiato in inglese da Jess Harnell e in italiano da Davide Lepore.
- Dot Warner – Carina, impertinente e più rilassata rispetto ai suoi fratelli, dimostra in numerose occasioni che può essere altrettanto buffonesca. Ha 9 anni. Il suo vero nome è Principessa Angelina Contessa Louisa Francesca Banana-Fanna Bo Besca III. Odia essere chiamata "Dottie", minacciando di morte chiunque lo faccia. Indossa una gonna rosa con un fiore nelle orecchie. È doppiata in inglese da Tress MacNeille e in italiano da Ilaria Latini.

### Personaggi secondari
- Dottor Otto Scratchansniff – Lo psichiatra dello studio che tenta di costringere i Warner a essere meno buffoneschi. Parla con un accento tedesco e spesso perde la pazienza con i Warner fino ad impazzire, tanto che nelle prime sedute si è strappato i capelli fino a diventare calvo. In seguito si affeziona ai Warner e si assume più responsabilità per loro, occasionalmente fungendo da figura paterna. I Warner hanno chiaramente dimostrato di fare i pazzi davanti a lui di proposito, ma gli sono anche affezionati. Nel reboot si scopre avere un fratello gemello di nome Jürgen, uguale a lui, solo con i capelli, che lavorava come chirurgo negli studios, ma dopo aver visto come i fratelli Warner hanno ridotto il fratello Otto, si è trasferito su un'isola deserta dove ha creato numerose copie del trio al fine di creare i Warner perfetti, ma alla fine le sue creature si sono rivoltate contro di lui, e alla fine viene inghiottito da una balena. È doppiato in inglese da Rob Paulsen e in italiano da Ettore Conti.
- Ciao Infermiera (Hello Nurse) – La bionda e formosa infermiera dello studio (che appare anche in altre professioni), della quale Yakko e Wakko sono innamorati. Il suo nome deriva dalla frase che i due pronunciano ogni volta che la vedono, per poi saltarle in braccio (benché spesso facciano la stessa cosa anche con altri personaggi). Ciao Infermiera appare anche in alcuni cartoni di Vera come gag ricorrente. In Wakko's Wish si viene a sapere che il suo QI medio è 192, e lei si lamenta di essere rispettata per il suo aspetto e non per la sua mente. La frase "Ciao infermiera!" non è nata con la serie, ma veniva usata decenni prima in spettacoli di vaudeville.[1] È doppiata in inglese da Tress MacNeille e in italiano da Antonella Rinaldi. Nel reboot si scopre che si è unita ai Medici senza frontiere. Il creatore della serie Tom Ruegger sul suo profilo Twitter ha rivelato che il suo vero nome è Heloise Nerz, ed ha ascendenze tedesche.[2]
- Ralph T. Guardia (Ralph T. Guard) – Un'ottusa guardia di sicurezza della Warner Bros., incaricata di riacciuffare i Warner e rinchiuderli nella torre, senza successo. È apparso per la prima volta ne I favolosi Tiny, in cui non era chiamato per nome. Nel reboot si scopre essere un parente di Nora Rita Norita, e che il suo nome intero è Ralphnazo. È doppiato in inglese da Frank Welker e in italiano da Vittorio Amandola.
- Thaddeus Plotz – Il basso, irascibile e avido amministratore delegato della Warner Bros. È doppiato in inglese da Frank Welker e in italiano da Piero Tiberi. Nel reboot Plotz è assente in quanto si è ritirato a vita privata ed è raffigurato in un gigantesco ritratto nell'ufficio di Nora.
- Nora Rita Norita − La nuova amministratrice delegata degli Studi Warner Bros., che sostituisce Plotz nel reboot. È molto matura, tanto che riesce a sopportare e addirittura a tenere testa alle follie dei Warner. Ha una figlia di 16 anni di nome Cora, il cui vero nome é Regina Cora Nora Bora Bora Gora Dora Norita IV. È doppiata da Stephanie Escajeda.

## Mignolo e Prof.
In inglese Pinky and The Brain, due topi bianchi da laboratorio che a seguito di un esperimento malriuscito si sono sovrasviluppati geneticamente ed hanno acquisito caratteristiche umane; Prof è diventato un topo tarchiato e macrocefalo, vero e proprio genio del male, Mignolo invece si è trasformato in un topo spilungone ma stupido ed inetto fino all'inverosimile. Tutti i loro segmenti sono incentrati sugli incredibili piani escogitati da Prof. per conquistare il mondo, destinati sempre a fallire clamorosamente a causa dell'idiozia di Mignolo o, più spesso, per fattori imprevedibili. Mignolo e Prof compaiono anche in altri segmenti oltre ai loro, e la loro popolarità è stata tale da portare alla creazione di una serie con loro come protagonisti assoluti.

## I picciotti
(In inglese The Goodfeathers) tre sfortunati piccioni italo-americani le cui avventure sono parodie di celebri film di mafia e non solo. I tre personaggi fanno la parodia dei ruoli interpretati da Ray Liotta, Robert De Niro e Joe Pesci nel film Quei bravi ragazzi (il film in originale si chiamava Goodfellas, mentre il nome dei tre piccioni è un misto di Goodfellas, The Godfather ovvero Il padrino e "feather" che significa "piuma").
- Bobby è indicato come il più intelligente dei tre. Tende a escogitare piani e ad agire quando è solo. È l'unico che non altera l'umore di Pesto e trova sempre divertente quando questi picchia Squit. È doppiato in inglese da John Mariano e in italiano da Pasquale Anselmo.
- Pesto è il più irascibile e sarcastico dei tre, e tutto lo infastidisce. Si arrabbia e picchia Squit costantemente, a volte senza motivo, e nella maggior parte degli episodi perché interpreta male quello che dice. È doppiato in inglese da Chick Venera e in italiano da Mino Caprio.
- Squit è l'ultimo a unirsi al gruppo. È il più obbediente e leale dei tre, oltre ad essere il più allegro e ingenuo. Spesso si mette nei guai a causa dei suoi impulsi, ed è sempre picchiato da Pesto senza un motivo particolare. Di solito è lui che inizia gli episodi come narratore dicendo "Per quanto posso ricordare ..." È doppiato in inglese da Maurice LaMarche e in italiano da Vittorio Guerrieri.
- Don Picciotto è un anziano piccione obeso, parodia di Don Vito Corleone (in inglese Godpigeon), che biascica frasi in un siciliano incomprensibile, che solo Bobby riesce a comprendere. Il suo aspetto fisico è un omaggio a Marlon Brando. È doppiato in originale da Chick Venera e in italiano da Massimo Giuliani.

In alcuni episodi compaiono anche le loro rispettive fidanzate: Sasha, irascibile e litigiosa, è la fidanzata di Squit e la sorella di Pesto; Lana, la fidanzata di Bobby e anche una parodia di Vicky Moriarthy e infine, Kiki, fidanzata di Pesto e stereotipo della "bionda carina, ma poco intelligente". Nel reboot i 3 fanno alcune apparizioni e si viene a sapere che Don Picciotto si è trasferito e che ora vive con Plotz come suo animale domestico.

## Pollo Boo
Boo è un enorme pollo disegnato realisticamente, senza alcun atteggiamento antropomorfo, che usa celare il suo aspetto da pollo solo con qualche capo di vestiario (una giacca o un altro copricapo) o anche meno (occhiali o baffi finti), eppure per qualche motivo viene creduto un essere umano da tutti coloro che lo circondano. Boo assume varie identità in differenti periodi storici, ottenendo anche un discreto successo nel suo travestimento, fino a quando qualcuno non fa notare ai presenti che potrebbe essere nient'altro che un pollo gigante: solitamente nessuno crede a questo fino a quando Boo, per qualche motivo, non perde il suo "travestimento" e le reazioni della folla sono tali da costringerlo a fuggire ogni volta.
Nel reboot, Pollo Boo diventa l'antagonista principale, dove viene spiegato che il motivo per cui i personaggi secondari mancano è perché Boo, offeso che non farà parte del reboot poiché impopolare, si è travestito da cacciatore e ha catturato i suoi colleghi. Infine, riesce anche a catturare i Warner, ma Dot e Yakko scoprono il suo trucco e lo fanno scappare via, inseguito da una folla inferocita composta da tutte le sue "prede". Torna nella seconda stagione sempre come antagonista principale. Nel reboot ha una voce ed è doppiato in originale da Maurice LaMarche.

## Rita e Runt
Una coppia formata da una gatta sveglia, impertinente e smaliziata e un grosso cane simpatico ma tonto, con un modo di parlare che parodia il Dustin Hoffman di Rain Man. Runt, come tanti altri cani stereotipati, non ama i gatti, ma non si accorge che Rita lo è. I due, fuggiti da un canile, decidono di viaggiare assieme in cerca di un padrone disposto ad adottarli. Rita e Runt sono forse i personaggi più atipici della serie: nelle loro vicende si ricorre poco allo slapstick tipico degli Animaniacs, puntando su di un umorismo più classico. I loro segmenti sono musicali e a volte fanno la parodia di celebri musical (tra cui Les Misérables); Rita infatti canta spesso, sfoggiando le canzoni più complesse del vasto repertorio della serie, mentre Runt, con le sue gag, rappresenta il lato umoristico del duo. I loro episodi sono spesso ambientati in periodi storici molto distanti tra loro (come l'Antico Egitto, la Seconda guerra mondiale o l'Italia di fine 1600). I personaggi non appaiono nell'ultima parte della serie tolta qualche comparsata qua e là (hanno però continuato ad apparire nei titoli di testa, dove Rita è anche nominata). Sono riapparsi poi in Wakko's Wish, dove finalmente trovano un padrone, il dottor Otto Scratchansniff. Il loro rapporto è ambiguo: nella maggior parte degli episodi essi sono solo amici, ma in alcuni segmenti le loro vicende assumono toni romantici, quasi commoventi. Sono doppiati in originale da Bernadette Peters (Rita) e Frank Welker (Runt) e in italiano da Simona Patitucci (Rita) e Roberto Stocchi (Runt).

## Vera Peste
Vera Peste (In inglese Slappy Squirrel) è un'attrice di cartoon andata in pensione, una scoiattola anziana, acida e sarcastica che ora vive una vita isolata ma non tanto tranquilla assieme al nipotino Cocco (in inglese Skippy), suo grande ammiratore. Data la sua esperienza come attrice, Vera sa bene che la TV è tutta una montatura e non perde mai l'occasione di criticare (con le buone ma soprattutto con le cattive) gli show televisivi. Porta sempre con sé una borsetta dalla quale estrae esplosivi che lancia al malcapitato di turno. Ogni tanto si rifanno vivi anche i suoi vecchi nemici (Lupo Lupotto, Carramba il Calamaro e Babbione il Bisonte Bacato), antagonisti dei suoi cortometraggi animati, che finiscono sempre per avere la peggio. La sua frase tormentone è "Questo sì che è un bel cartone!" che pronuncia alla fine di quasi tutti i suoi episodi. È doppiata in originale da Sherri Stoner e in italiano da Ilaria Stagni. Il suo nipote Cocco è doppiato da Nathan Ruegger in originale e da Laura Latini in italiano.

## Mindy e Bottone
In inglese Mindy and Buttons. I loro segmenti sono costruiti sul classico schema del bambino che si caccia in incredibili pericoli senza nemmeno accorgersene (la piccola Mindy in questo caso), e del suo "angelo custode" (il cane Bottone) che deve fare sforzi disumani per salvarla, senza mai essere ringraziato e anzi venendo sempre incolpato di qualunque cosa succeda, anche di poca importanza. Gag ricorrente nella serie è che all'inizio dell'episodio Mindy chiama sempre la madre "Signora!" e quando la donna le dice "Chiamami mamma!" la bimba risponde "Ok, signora!". Mindy e Bottone appaiono anche in Wakko's Wish, dove alla fine dell'avventura vissuta insieme agli altri Animaniacs, finalmente Mindy chiama sua madre Mamma e Bottone, per averla sorvegliata, viene premiato con un bel piatto di bistecche. Sono doppiati in originale da Nancy Cartwright (Mindy) e Frank Welker (Bottone) e in italiano  da Monica Ward (Mindy).

## Flavio e Marita
(In inglese The Hip Hippos) una coppia di ippopotami, maschio e femmina, protagonisti solo di un piccolo numero di segmenti. Flavio e Marita hanno una casa e vivono come una coppia di ricchi alto-borghesi sempre in cerca di qualcosa che ravvivi la noia delle loro giornate; nonostante queste caratteristiche tipicamente umane, una sfortunata naturalista di nome Gina Embrione li segue sempre, essendo i due una specie in via d'estinzione chiamata con (L'inesistente) nome scientifico di "Hippopotamus invocus", e finendo immancabilmente nei guai per questo. Sono doppiati in originale da Frank Welker (Flavio) e Tress MacNeille (Marita) e in italiano da Sergio Tedesco (Flavio) e Rita Savagnone (Marita).

## Minerva Visone
Minerva è una femmina di visone dalle sembianze antropomorfe. Il suo sex appeal è tale da mandare in visibilio qualsiasi creatura maschile nelle vicinanze (compreso il cane Newt che dovrebbe catturarla o Yakko e Wakko), tuttavia lei stessa è alla ricerca del ragazzo dei sogni per poi avere le stesse reazioni quando finalmente lo incontra. In uno dei suoi corti Minerva riceve le avances di Wilford B. Lupotto, un lupo con le fattezze di un nerd che spera di ottenere un appuntamento con lei senza successo; ma ogni volta che c'è la luna piena Wilford si trasforma in un lupo mannaro bello e palestrato ottenendo l'effetto opposto. Tuttavia Minerva alla fine si stufa del suo cambio di personalità e decide di lasciarlo. In originale è stata doppiata da Julie Brown e da Mavi Felli in italiano.

## Katie la Bomba
(In inglese Katie Ka-Boom) protagonista di un limitato numero di segmenti, Katie è una teenager che vive assieme alla sua famiglia da sit-com americana, ma ha un grosso problema. Infatti, ogni volta che si arrabbia, si trasforma in una creatura mostruosa che rade al suolo tutto ciò che la circonda, per poi tornare normale e comportarsi come se nulla fosse accaduto.
I suoi genitori, consapevoli dei suoi attacchi, hanno attrezzato la casa come un rifugio anti atomico per contenerla. Spesso si esasperarono per gli scatti d'ira della figlia dovuti anche per delle sciocchezze, sperando che con la maturità, le esplosioni di rabbia della figlia cessino definitivamente. È doppiata in originale da Laura Mooney e in italiano da Chiara Colizzi.

## Colin
Quasi assente nella serie, è un bambino che racconta delle surreali storie sul suo amico Randy Beaman. È doppiato da Colin Weels in originale e da Laura Lenghi in italiano.

## Il mimo
(In inglese The mime): lo sfortunato mimo appare in alcune brevi scene di raccordo, mettendosi a mimare azioni che immancabilmente finiscono per avere conseguenze molto reali su di lui. Appare anche nel sedicesimo episodio della serie animata Freakazoid. Stranamente, in Animaniacs, i suoi capelli sono neri, mentre in Freakazoid sono rossi.

## Mr. Teschio
È un signore scheletrico che appare in alcune brevi scene di "Buona idea" (che fa delle azioni costruttive) e di "Cattiva idea" (che mostra una variante semantica nell'azione precedente che porta ad esiti disastrosi).

## Personaggi del reboot

### Julia
È un topo femmina. Viene geneticamente modificata da Prof e resa intelligente. In seguito diventa mentalmente instabile e cerca di uccidere Prof e Mignolo.